# Staphylococcus afermentans
Espèce
Staphylococcus afermentans est une espèce de bactéries du genre Staphylococcus.

## Publication originale
(en) Constance Shaw, Jennifer M. Stitt et S. T. Cowan, « Staphylococci and their classification », Journal of General Microbiology, vol. 5, no 5 Suppl.,‎ 1er novembre 1951, p. 1022 (ISSN 0022-1287 et 2059-9323, OCLC 01754602, PMID 14908038, DOI 10.1099/00221287-5-5-1010).